# Livedoor
livedoor（日語：株式会社ライブドア），是日本一家互聯網服務供應商，現為LY Corporation集團控股公司。

## 公司歷史
原本是提供免費撥接上網服務，在2002年時由堀江贵文、有馬晶子等4人於1996年4月创立的Livin' on the EDGE Co., Ltd.（有限会社オン・ザ・エッヂ，1997年7月改制為）所購併，2000年4月在东京证券交易所的「新兴企业市场（即创业板）」上市，2004年試圖收購日本職棒的近鐵野牛隊。
2005年初，livedoor因試圖併購日本放送而間接控制富士電視台而名声大噪，成为日本三大门户网站之一。2006年初，livedoor被查出財務報表造假，再次震撼全日本，称为livedoor事件。2006年3月13日，東京證券交易所宣佈，活力門股票從2006年4月14日起下市。
2007年4月2日，改名為livedoor控股股份有限公司（日語：株式会社ライブドアホールディングス）；其门户网站業務獨立公司化，同樣命名為「livedoor股份有限公司」。2008年8月1日，livedoor控股改名為「LDH股份有限公司」（日語：株式会社LDH）。
2010年，LDH股份有限公司將入口網站業務賣給韓國NHN在日本的子公司NHN Japan。2012年1月，LDH的資料中心業務「Data Hotel」與ISP業務也賣給NHN Japan，至此livedoor已成為NHN Japan的事業體而不再是獨立的公司。2013年4月，NHN Japan分割出經營網路服務的LINE公司，livedoor網站的業務也隨之歸屬到LINE公司。

## 外部連結
- （日語）官方网站